# Tyropatinam
Tyropatinam, auch Tiropatinam, ist eine Süßspeise, die zur Esskultur im Römischen Reich zählte. Überliefert ist ein Rezept in dem Buch De re coquinaria. Demnach wurde Tyropatinam aus mit Honig gesüßter Milch und Eiern zubereitet, wobei fünf Eier auf einen sextarius (ca. 0,6 Liter, abgeleitet von Congius: 6 sextarii = 1 Congius. Erklärung: Alte Maße und Gewichte (römische Antike)) Milch verwendet werden sollten. Die passierte Masse wurde dann auf kleiner Flamme steifgekocht und anschließend mit Pfeffer bestreut. Diese Rezeptur ähnelt der für Custard oder Flan. Soweit bekannt, waren die Römer die ersten, die aus Milch und Eiern solche Speisen herstellten.